# Ермолаев, Рафаэль Дмитриевич
Рафаэль Дмитриевич Ермолаев-Багатайский (1 мая 1931, Морукский наслег, Мегино-Кангаласский улус, Якутская АССР, РСФСР — 24 сентября 2016, Якутск, Якутия, Российская Федерация) — советский, российский якутский поэт и прозаик, народный поэт Республики Саха (Якутия), лауреат Государственной премии Якутии им. П. А. Ойунского.

## Биография
В 1953 г. окончил Якутский сельскохозяйственный техникум, в 1958 г. — историко-филологический факультет Якутского государственного университета, Высшую партийную школу при ЦК КПСС.
Член Союза писателей СССР с 1962 г., Союза писателей Республики Саха (Якутия) с 1991 г. Печатается с 1951 г.
Работал редактором Якутского книжного издательства, в 1987—1993 гг. — главный редактор детского журнала «Чуораанчык» («Колокольчик»).
Автор более 40 книг. Первый сборник басен и сатирических стихов «Крапива» опубликован в 1959 г. Автор романа «Найдешь свою звезду», о теме сельской интеллигенции; романа в стихах «Парни и невесты», посвященного проблеме становления характера молодого человека; повести «Мишурные петухи», о молодежи в первые годы перестройки. В 1996 г. его сатирические произведения были объединены в сборнике «Тигээйи уйата» («Осиное гнездо»). В сборниках «Үс муннук» («Треугольник», 1967), «Сай ортото» («Разгар лета», 1972), «Тэргэн аартык» («Трактовая дорога, 1989») и других демонстрировал диалектическое глубинное понимание жизни, несводимое к простым, поверхностным формулам восприятия. 
В поэме («Лунная ночь», 1991) на фоне событий гражданской войны в Якутии им были созданы обобщенные образы представителей якутской интеллигенции. В поэмах: («Орлиная ель», 1994), «Кырдьык Генерала» («Генерал правды», 1996), «Ытыллыбыт ыра» («Расстрелянная мечта») и героями стали реальные исторические личности.

## Литературное творчество
- Айымньылар толору хомуурунньуктара : 18 томнаах / [хомуйан оҥордулар К. Д. Уткин , М. П. Лыткина, С. Р. Ермолаева]. – Дьокуускай : Сайдам, 2011–2016
  - Т. 1: Кытыан кымньыы ; Сөрүүн сүүрээн ; Күн уоттаах Корея ; Мэнигийээн мэтириэттэр ; Үс муннук / [аан тыл авт. А. Чугунов]. – 2011. – 238, [1] с. : портр.
  - Т. 2: Уолаттар уонна кийииттэр ; Мүлчү-хаччы мүлүкүчүүстэр ; Сай ортото. – 2011. – 270, [1] с. : портр.
  - Т. 3: Бэйэҥ сулускун булуоҥ : роман. – 2011. – 254, [1] с. : портр.
  - Т. 4: 1000 бытархайтан ; Дьону кытта дьоллоохпун ; Белые снегири ; Сыралҕан. – 2011. – 334, [2] с. : портр.
  - Т. 5: Мөһүүрэлээх бөтүүктэр ; Быһый тыал ; Певучий ручей. – 2011. – 334, [2] с. : портр.
  - Т. 6: Тэргэн аартык ; Ыйдаҥа түүн ; Сүгүрүйүү. – 2011 – 414, [2] с. : портр.
  - Т. 7: Алгыс курдук саныыбын ; Дьылҕа Хаан уонна Сылык Дархан. –2011. – 365, [2] с. : портр.
  - Т. 8 : Чаҕылыйаада-даймонд. – 2011. – 253, [1]с.
  - Т. 9 : Олох оскуолата : роман. – 2011. – 526 с.
  - Т. 10: Түмэр Дүрбүөн ; Тахсан иһэн киирбит күн ; Тойонноон көрөргө „дойҕохтор“ уо.д.а. – 2012. – 416 с.
  - Т. 11 : Олохбүппэт таабырыын / Рафаэль Баҕатаайыскай, Сахаайа Ермолаева. – 2013. – 240 с.
  - Т. 12: Айар дьарык салҕанар : (чинчийиилэр, ырытыылар, сэҥээриилэр) / Р. Баҕатаайыскай, Сахаайа Ермолаева. – 2013. – 382, [1] с. : портр.
  - Т. 13: Ыстатыйалар, сэҥээриилэр, ырытыылар / Рафаэль Баҕатаайыскай, Сахаайа Ермолаева. – 2014. – 205, [1] с. : портр.
  - Т. 14: Араас кэмнээҕи ыстатыйалар, тылбаастар, ырытыылар / Рафаэль Баҕатаайыскай, Сахаайа Ермолаева ; [хомуйан оҥордулар : К. Д. Уткин,М. П. Лыткина]. – 2014. – 255 с. : портр.
  - Т. 15: Айымньылар, ыстатыйалар, ахтыылар, ырытыылар. – 2015. – 237, [2] с. : портр.
  - Т. 16: Үспүйүөн : (детектив-роман)/ Рафаэль Баҕатаайыскай, Сахаайа Ермолаева. – 2015. – 318, [2] с. : портр.
  - Т. 17: Үспүйүөн : (детектив-роман бүтүүтэ) / Рафаэль Баҕатаайыскай, Сахаайа Ермолаева. – 2016. – 255, [1] с. : портр.
  - Т. 18: Төрөппүттэрбит барахсаттар. – 2016. – 224 с.
- Кытыан кымньыы : үгэлэр, сатрич. уонна лирич. хоһооннор. – Якутскай : Саха сиринээҕи кинигэ изд-вота, 1957. – 68 с., ил.
- Күн уоттаах Корея : хоһооннор : орто саастаах оҕолорго. – Якутскай : Саха сиринээҕи кинигэ изд-вота, 1959. – 36 с., ил.
- Сөрүүн сүүрээн : лирич. уонна сатирич. хоһооннор. – Якутскай : Саха сиринээҕи кинигэ изд-вота, 1959. – 82 с.
- Мэнигийээн мэтириэттэр : хоһооннор : кыра саастаах оскуола оҕолоругар. – Якутскай : Саха сиринээҕи кинигэ изд-вота, 1961. – 48 с.
- Уолаттар уонна кийииттэр : хоһооннор. – Якутскай : Саха сиринээҕи кинигэ изд-вота, 1964. – 216 с.
- Үс муннук : хоһооннор, поэмалар. – Якутскай : Саха сиринээҕи кинигэ изд-вота, 1967. – 128 с.
- Мүччү-хаччы мүлүкүчүүстэр : кыра саастаах оҕолорго. – Якутскай : Саха сиринээҕи кинигэ изд-вота, 1969. – 44 с.
- Сай ортото : хоһооннор, поэмалар. – Якутскай : Саха сиринээҕи кинигэ изд-вота, 1972. – 112 с.
- Бэйэҥ сулускун булуоҥ : роман. – Якутскай : Саха сиринээҕи кинигэ изд-вота, 1974. – 296 с.
- 1000 бытархайдар : үгэ-хоһоон. – Якутскай : Кинигэ изд-вота, 1980. – 95 с.
- Дьону кытта дьоллоохпун : хоһооннор, поэмалар. – Якутскай : Кинигэ изд-вота, 1981. – 239 с.
- Сыралҕан : үгэ-хоһоон. – Якутскай : Кинигэ изд-вота, 1983. – 88 с.
- Мөһүүрэлээх бөтүүктэр : сэһэн. – Якутскай : Кинигэ изд-вота, 1985. – 214 с. ; То же : 2-е изд. – Дьокуускай : Бичик, 2011. – 287 с.
- Быһый тыал : хоһооннор. – Якутскай : Кинигэ изд-вота, 1986. – 80 с.
- Тэргэн аартык : хоһооннор. – Якутскай : Кинигэ изд-вота, 1989. – 125 с.
- Ыйдаҥа түүн : поэма. – Дьокуускай : Кинигэ изд-вота, 1991. – 95 с.
- Тигээйи уйата : үгэ-хоһоон. – Дьокуускай : Бичик, 1996. – 216 с.
- Сүгүрүйүү : поэмалар /комментарийдары оҥордо Г.В. Попов ; М.Г. Старостин ойуулара. – Дьокуускай : Бичик, 2001. – 320 с. : ил.
- Алгыс курдук саныыбын... – Дьокуускай : Бичик, 2003. – 223 с.
- Дьылҕа Хаан уонна Сылык Дархан : Лөгөй кэмин уонна кини туһунан түөрт оонньуулаах, аҕыс хартыыналаах таайыы-драма. – Дьокуускай : Бичик, 2005. – 154, [2] с. : портр.
- Чаҕылыйаада Даймонд : роман-очерк. – Дьокуускай : Бичик, 2006 (Владивосток). – 268, [2] с. : ил.
- Олох оскуолата : роман. – Дьокуускай : Сайдам, 2010. – 496 с.
- Олох – бүппэт таабырын : хоһооннор, поэма,сэһэн / Рафаэль Баҕатаайыскай, СахаайаЕрмолаева ; [аан тыл авт. В. Доллонов]. – Дьокуускай : Бичик, 2013. – 157, [1] c.
- Тыыннаах ырыа : [хоһоон хомуурунньуга] /Сахаайа Ермолаева ; [хомуйан оҥордулар Р.Баҕатаайыскай, М. Лыткина ; киирии тыл А. А. Попов]. – Дьокуускай : Сайдам, 2014. – 94, [1]с. : портр.
- Алмаас уонна хара дьай : сэһэн / Рафаэль Баҕатаайыскай, Афанасий Арчылан. – Дьокуускай : Бичик, 2015. – 236, [1] с. : ил.

- Белые снегири : стихи и поэма/ авториз. пер. С. Кузнецовой.– М. : Сов. писатель, 1982. – 82 с.
- Певучий ручей : стихотворения / пер. Б. Романов, В. Макушевич. – М. : Современник, 1988. – 78 с.

## Награды и звания
Лауреат Государственной премии им. П.А. Ойунского за сборники поэтических произведений «Певучий ручей» и «Трактовая дорога» («Тэргэн аартык»).
Награжден медалью «За доблестный труд. В ознаменование 100-летия со дня рождения В.И. Ленина».
Почетный гражданин Мегино-Кангаласского улуса.